# Evangel University
Evangel University är ett privat kristet universitet i Springfield, Missouri, USA knutet till församlingsrörelsen Assemblies of God. Evangel grundades 1955 som Evangel College. Namnet ändrades till Evangel University år 1998. John Ashcrofts far J. Robert Ashcroft var rektor vid Evangel 1958-1974. Han efterträddes av universitetets nuvarande rektor Robert Spence. Universitetets valspråk är Boldly Christian, Unquestionably Academic.
Bland tidigare studenter finns politikern Todd Tiahrt.